# Rhododendron guihainianum
Rhododendron guihainianum là một loài thực vật có hoa trong họ Thạch nam. Loài này được G.Z. Li miêu tả khoa học đầu tiên năm 1995.